# Namibia First Division 2008/09
Die Saison 2008/09 der Namibia First Division wurde durch United Stars aus Rundu und LHU Blue Waters FC aus Windhoek gewonnen. Diese beiden Mannschaften stiegen somit in die Namibia Premier League auf.

## Abschlusstabellen

### Northern Stream
| Pl. | Verein                   | Sp. | S  | U  | N  | Tore    | Diff. | Punkte |
| --- | ------------------------ | --- | -- | -- | -- | ------- | ----- | ------ |
| 1.  | United Stars (Rundu)     | 22  | 14 | 5  | 3  | 000:000 | ±0    | 47     |
| 2.  | Onambula United (Tsandi) | 22  | 11 | 3  | 8  | 000:000 | ±0    | 36     |
| 3.  | Touch & Go FC (Otavi)    | 22  | 8  | 8  | 6  | 000:000 | ±0    | 32     |
| 4.  | Epupa 11 Stars (Ruacana) | 22  | 9  | 5  | 8  | 000:000 | ±0    | 32     |
| 5.  | Golden Bees (Outjo)      | 22  | 7  | 10 | 5  | 000:000 | ±0    | 31     |
| 6.  | Bingo                    | 22  | 9  | 4  | 9  | 000:000 | ±0    | 31     |
| 7.  | Cuca Tops (Rundu)        | 22  | 7  | 8  | 7  | 000:000 | ±0    | 29     |
| 8.  | Eleven Warriors          | 22  | 6  | 10 | 6  | 000:000 | ±0    | 28     |
| 9.  | Tropical Heat (Rundu)    | 22  | 7  | 7  | 8  | 000:000 | ±0    | 28     |
| 10. | Rundu Chiefs (Rundu)     | 22  | 6  | 9  | 7  | 000:000 | ±0    | 27     |
| 11. | KK Palace                | 22  | 6  | 8  | 8  | 000:000 | ±0    | 26     |
| 12. | Benfica (Tsumeb)         | 22  | 3  | 1  | 18 | 000:000 | ±0    | 10     |

### Southern Stream

#### Küste
| Pl. | Verein                          | Sp. | S  | U  | N  | Tore    | Diff. | Punkte |
| --- | ------------------------------- | --- | -- | -- | -- | ------- | ----- | ------ |
| 1.  | LHU Blue Waters FC (Windhoek)   | 6   | 5  | 1  | 0  | 000:000 | ±0    | 16     |
| 2.  | Invincible Eleven (Windhoek)    | 6   | 4  | 0  | 2  | 000:000 | ±0    | 12     |
| 3.  | Blue Boys (Windhoek)            | 06  | 0? | 0? | 0? | 0:0     | ±0    | 09     |
| 4.  | UNAM Ogongo (Windhoek)          | 6   | 2  | 2  | 2  | 000:000 | ±0    | 08     |
| 5.  | Namib Woestyn (Kuisebmund)      | 6   | 2  | 0  | 4  | 000:000 | ±0    | 06     |
| 6.  | Giant Stars (ehemals Nampol FC) | 6   | 1  | 0  | 5  | 000:000 | ±0    | 03     |
| 7.  | Young Beauties (Windhoek)       | 6   | 0  | 2  | 4  | 000:000 | ±0    | 02     |

Entscheidungsspiele am 16. Mai und 25. Mai 2009 sowie am 13. Juni und 14. Juni 2009:
Namib Woestyn steigt ab, Blue Waters und Invincible IX spielen um die Meisterschaft.

#### Inland
| Pl. | Verein                       | Sp. | S | U | N | Tore    | Diff. | Punkte |
| --- | ---------------------------- | --- | - | - | - | ------- | ----- | ------ |
| 1.  | Monitronics College          | 4   | 3 | 1 | 0 | 000:000 | ±0    | 10     |
| 2.  | Young Beauties (Windhoek)    | 5   | 3 | 1 | 1 | 000:000 | ±0    | 10     |
| 3.  | Friends (Rehoboth)           | 4   | 1 | 1 | 2 | 000:000 | ±0    | 04     |
| 4.  | Zambezi United               | 5   | 1 | 1 | 3 | 000:000 | ±0    | 04     |
| 5.  | Fedics United (Keetmanshoop) | 5   | 0 | 3 | 2 | 000:000 | ±0    | 03     |
| 6.  | Black Morocco Chiefs         | 5   | 0 | 2 | 3 | 000:000 | ±0    | 02     |

#### Entscheidungsspiele
| Pl. | Verein                        | Sp. | S | U | N | Tore    | Diff. | Punkte |
| --- | ----------------------------- | --- | - | - | - | ------- | ----- | ------ |
| 1.  | LHU Blue Waters FC (Windhoek) | 3   | 2 | 1 | 0 | 000:000 | ±0    | 07     |
| 2.  | Friends (Rehoboth)            | 3   | 2 | 1 | 0 | 000:000 | ±0    | 07     |
| 3.  | Invincible XI (Rehoboth)      | 3   | 1 | 0 | 2 | 000:000 | ±0    | 03     |
| 4.  | Monitronics College           | 3   | 0 | 0 | 3 | 000:000 | ±0    | 0      |

Entscheidungsspiele am 16. Mai und 25. Mai 2009 sowie am 13. Juni und 14. Juni 2009:
Black Marocco Chiefs steigt ab, Monitronic Success College und Friends spielen um die Meisterschaft. 
Quelle:

## Torschützenliste
|    | Spieler         | Verein       | Tore |
| -- | --------------- | ------------ | ---- |
| 1. | Paulinus Likuwa | United Stars | 11   |